# Lubawa
Lubawa (Duits: Löbau) is een stad in het Poolse woiwodschap Ermland-Mazurië, gelegen in de powiat Iławski. De oppervlakte bedraagt 16,84 km², het inwonertal 10092 (2013).

## Geboren
- Grzegorz Gwiazdowski (1974), wielrenner